# ما یینگنان
ما یینگنان (انگلیسی: Ma Yingnan؛ زادهٔ ۳ مارس ۱۹۸۴) جودوکار زن اهل چین بود. وی در بازی‌های المپیک تابستانی ۲۰۱۶ شرکت کرده‌است.